# هضبة المقطم

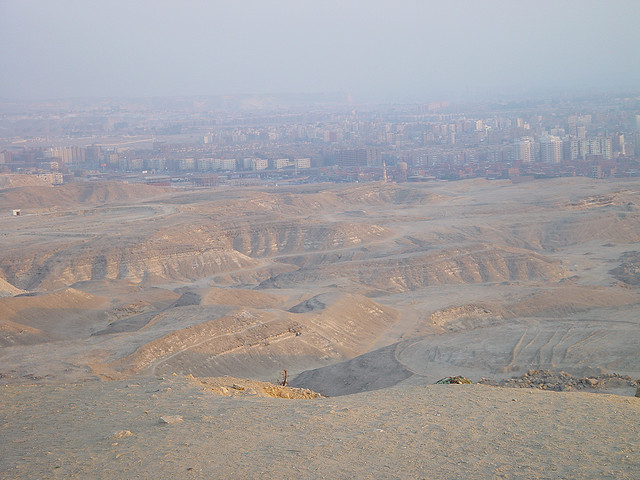
جانب من مدينة القاهرة كما تبدو من هضبة المقطم.

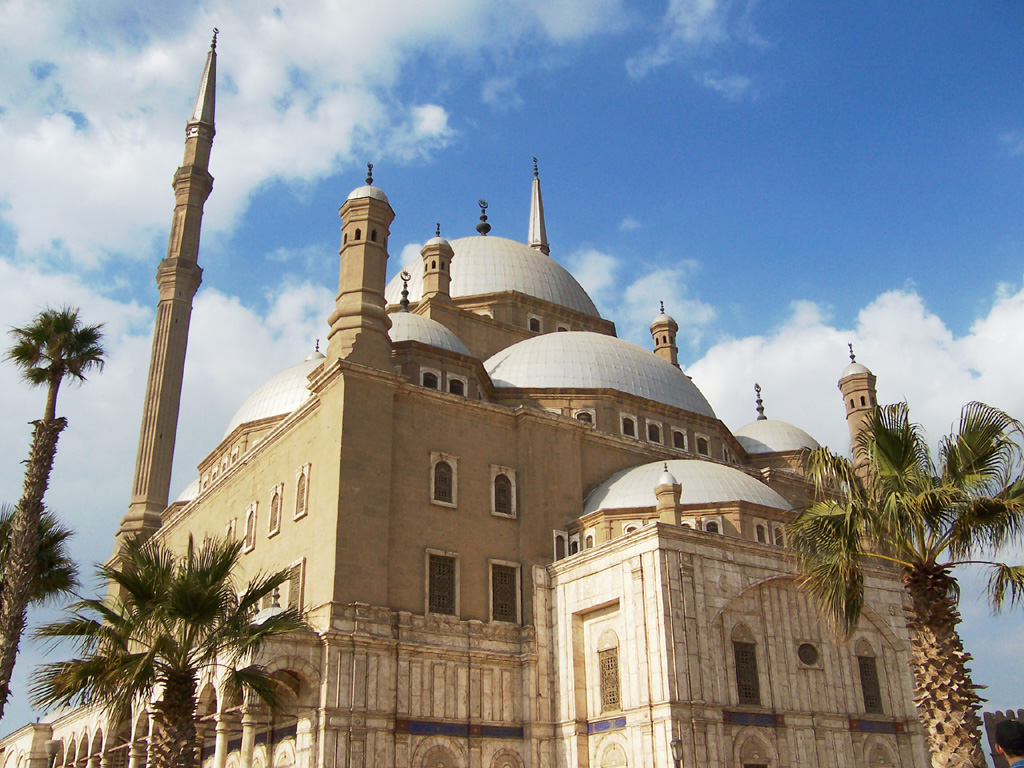
مسجد محمد علي أهم معالم جبل المقطم

هضبة المقطم أو جبل المقطم اسم يطلق على حافة وادي الشرقية كلها ويقصد به على وجه التحديد ما يصف الناحية الشرقية الفسطاط والقاهرة. ويشغل هذا الجبل المناطق التي تقع شرق قلعة صلاح الدين الأيوبي ويعتبر من الجبال التي لعبت دوراً هاما في أعمال التشييد خلال العصرين القبطي والإسلامي. وهو المكان الذي دفن فيه الصحابي عمرو بن العاص.

## التسمية
تعددت الآراء في سبب تسمية جبل المقطم بهذا الاسم فيقال إنه سمى بذلك الاسم لأن أطرافه منقطعة، وكذلك رواية ياقوت الحموي وغيره كثيرون فيذكر أن المقطم مأخوذ من القطم وهو القطع كأنه منقطع الشجر والنبات لذلك سمي مقطما.
ومن مميزات حي المقطم هو أنه بالرغم من وقوعه في وسط مدينة القاهرة فإنه يعد أقل تلوثا بسبب ارتفاع مستوى منسوبه عن باقي المدينة.

## مميزات جغرافية

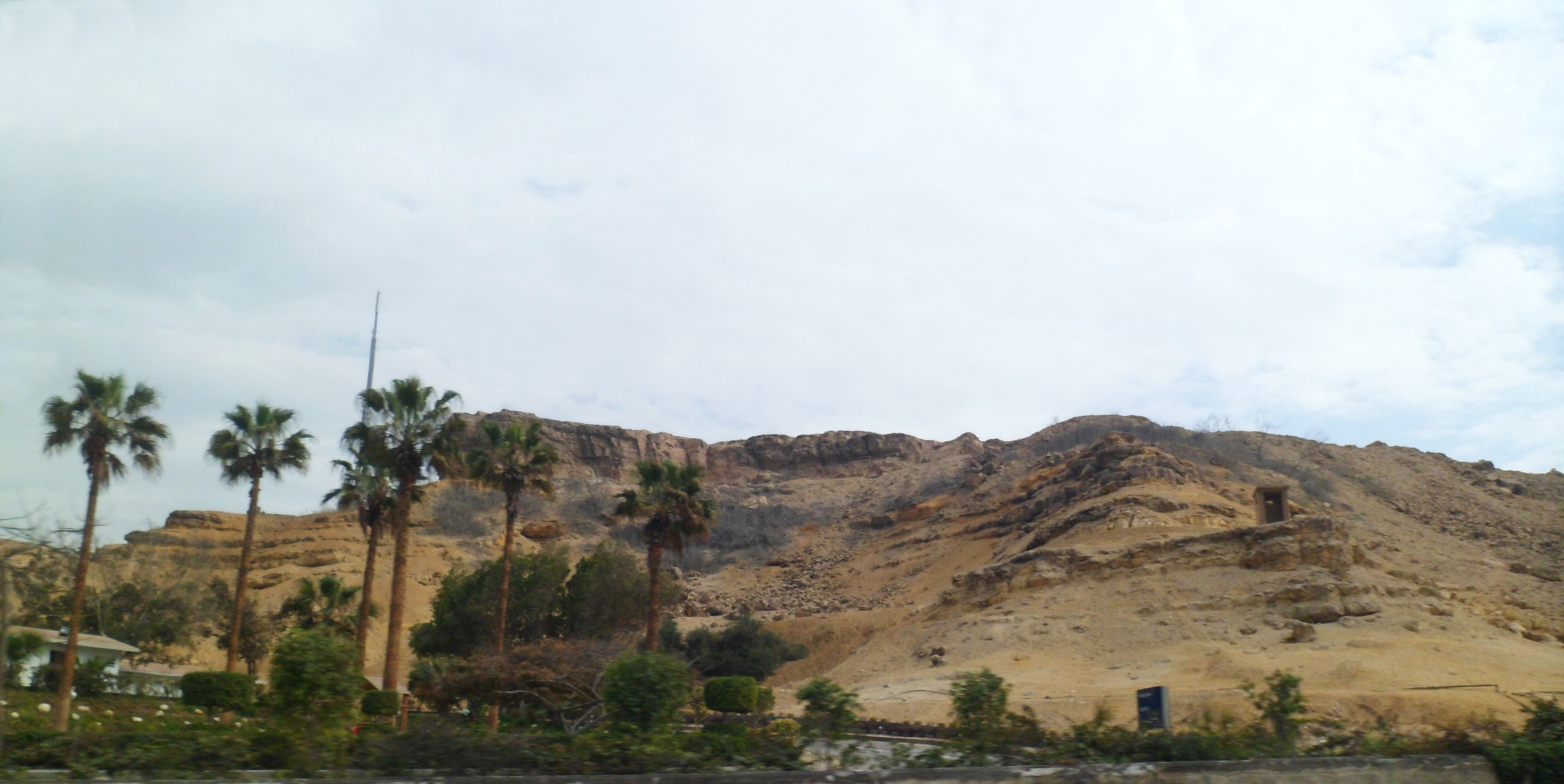
الهضبة العليا بالمقطم.

أما عن مميزاته الجغرافية اتجاه القاهرة فهو مثلث الشكل على هيئة هضبة متوسطة الارتفاع تبلغ مساحتها 14 كم2 ويمتد على شكل حافة من الصخور الجيرية ويبدأ من أسفل بخط كنتور 60م فوق مستوى سطح البحر ثم يأخذ في الارتفاع نحو الشرق ويبلغ أقصى ارتفاعه 140م وتلتوي طبقاته بحيث تكون محدبة في أعلاه في المنطقة القريبة من القلعة حتى يبلغ ارتفاعه 240 م ثم ينخفض إلى الجنوب ويقل ارتفاعه كلما اتجه نحو الشمال حيث ينتهى بالجبل الأحمر عند العباسية وتقترب حافته من نهر النيل ابتداء من المعصرة في الجنوب عند جبل طرة ويتقهقر عند المعادي في اتجاه الداخل لوجود وادي التيه ثم تظهر الحافة الشرقية له مرة أخرى ابتداء من البساتين حتى الجبل الأحمر ثم يعود إلى التراجع نحو الداخل جنوب مدينة نصر شمال العباسية.

## تكوينه

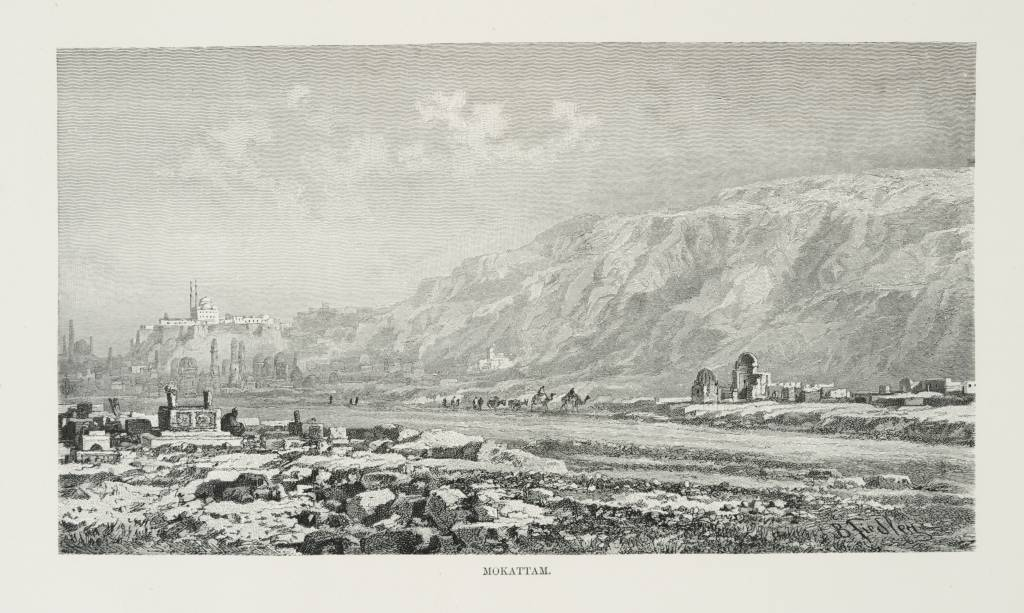
الجبل قبل إنشاء حي المقطم، رسم سنة 1878م

ينتمي جبل المقطم إلى عصر الإيوسين إذ هو عبارة عن طبقات متعاقبة من الصخر الجيري والمارل والصلصال سمكها في المتوسط حوالي 700 متر ارسبت في البحر الأيوسيني وتتسع منطقة الصحراء الايوسينية نحو الجنوب الشرقي من المقطم ومعظم صخوره من النوع المعروف «بالمقطم السفلي» ذو الصخور البيضاء ذات التجانس النسبي وصالحة لأغراض البناء.

## مدينة المقطم

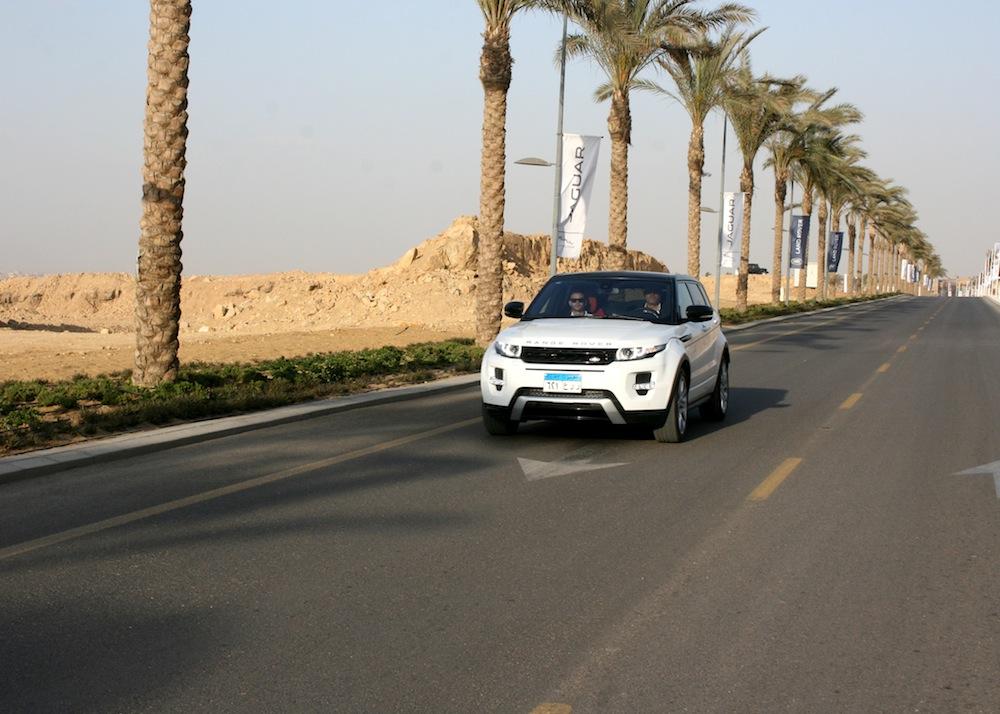
طريق داخلي بمشروع « أب تاون »

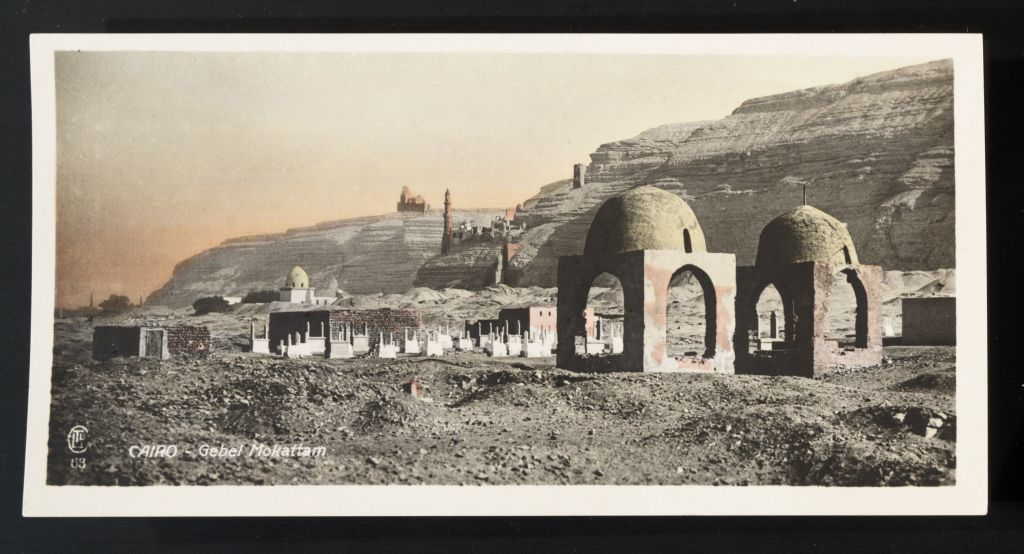

تقع أعلى الجبل مدينة سكنية يقطن بها عدد كبير من سكان القاهرة، وتنتمي إداريا إلى جنوب محافظة القاهرة وإلى قسم الخليفة، ومؤخرا تم إنشاء قسم وحي خاص بها بعد زيادة عدد السكان بعد زلزال القاهرة عام 1992 حيث تم نقل عدد كبير ممن تهدّمت منازلهم بسبب الزلزال إلى إحدى المناطق السكنية الحكومية الشعبية.
قامت شركة إيطالية بتمهيد المدينة والطرقات فوق قمة الجبل بعد أن وقعت عقد امتياز مع الحكومة المصرية تقوم فيه الشركة بإنشاء المدينة وتعبيد طرقها مقابل بيع الأراضي لصالح الشركة لمدة 99 سنة، وانتهى عقد الامتياز وآلت الملكية بالكامل للحكومة المصرية التي عهدت بإدارة المدينة والمرافق لإحدى الشركات التي تم إنشائها بموجب قرار جمهوري من الرئيس جمال عبد الناصر وهي شركة المنتزه والمقطم. ثم سُحب الامتياز من شركة المنتزه والمقطم في عام 1984 وإعطائه لإحدى شركات قطاع الأعمال وهي شركة النصر.
وتعتبر مدينة المقطم من الأحياء السكنية المتكاملة الآن وبها عدد كبير من السكان بعد أن تم توسعة المدينة وانتقلت إليها عائلات وأسر جديدة.
من أشهر سكان المدينة الهادئة أو التي لا تزال هادئة نسبيا الأديب المصري الكبير يوسف السباعي، الذي كان من أوائل السكان الذين أدركوا مميزات وهدوء المكان وخلوه من التلوث البيئي والسمعي والبصري، كما كان من أوائل السكان أيضا الكاتب الصحفي سعيد حيدر أحد مؤسسي جريدة الأخبار المصرية، والكاتب الصحفي وحيد غازي أول رئيس تحرير لجريدة الأحرار، والداعية الإسلامية عبلة الكحلاوي، ووالدها المنشد والمغني محمد الكحلاوي الذي كان من أوائل من بنى بناية متكاملة هناك وإن كان لم يقيم فيها بشكل دائم.
وسكن المقطم بعد ذلك عدد كبير من المشاهير في مصر مثل: الفنانة الكبيرة سناء جميل، وزوجها الكاتب الصحفي لويس جريس، والفنان عادل إمام، وعلي الحجار، وشريف منير، وأشرف عبد الباقي، وكان من أشهر السكان أيضا المشير عبد الحليم أبو غزالة. وامتلأت المدينة حاليا بالمشاهير، ورجال الأعمال، وعدد كبير من الأسر من مختلف الطبقات، بعد أن تم توسعة الطريق المؤدي إلى قمة الجبل وإنشاء طرق أخرى من اتجاهات مختلفة.
بالمنطقة عدد من الجمعيات الأهلية للسكان، وجريدة، وموقع على الإنترنت وعدد كبير من الشركات والمحال التجارية، بعد أن كان السكان الأوائل يعانون من نقص هذه الخدمات.
ويتم حاليا إنشاء مدينة جديدة ضخمة فوق الجبل تحت اسم آب تاون تقوم عليها شركة إعمارالإماراتية الشهيرة والتي من المنتظر أن تحدث تغيرات كبيرة في نمط الحياة الاجتماعية بالمدينة وزيادة عدد سكانها بعد أن ظلت المدينة لفترة طويلة مكان يخشى الكثير من الناس السكن فيه.